# Соболєв Валерій Вікторович
Валерій Вікторович Соболєв (10 січня 1947) — український учений у галузі гірничої інженерії. Доктор технічних наук, професор. Академік АН ВШ України з 1993 р.

## Біографія
Народився в м. Кам'янка-Бузька Львівської обл. Трудову діяльність почав у 1965 р. в м. Димитров (нині Мирноград) Донецької обл., має підземний стаж роботи. Служив в армії. У 1974 р. закінчив Дніпропетровський гірничий інститут (зараз — Дніпровська політехніка). Доктор технічних наук (1990). З 1993 р. — професор кафедри будівництва і геомеханіки. Читає курси лекцій з фізики гірських порід, техніки безпеки при виконанні вибухових робіт, математичного моделювання систем, методології наукових досліджень, динамічних проявів гірничого тиску.

## Наукова діяльність
Фахівець у галузі фізики ударних хвиль і динамічної обробки матеріалів, фізико-хімічного синтезу надтвердих матеріалів. Автор ряду нових фундаментальних результатів у галузі теоретичної та експериментальної мінералогії, хімічної фізики і фізики твердого тіла. Нові методи синтезу алмазу, отримання металевих і композиційних матеріалів з новим комплексом фізико-хімічних властивостей, вибухових речовин і засобів вибуху не мають аналогів у світовій практиці. Деякі з цих розробок упроваджені на підприємствах України і Росії.
Вперше у світовій практиці у твердому середовищі (температура не вища за 850 К, тиск не вище атмосферного) одержав монокристали алмазу, які за своїми фізико-хімічними властивостями не відрізняються від природних. На основі алмазів розроблені нові інструменти й композиційні матеріали, що були використані у виробництві. Вперше розроблена фізико-математична модель залежності стану стійкості хімічного зв'язку в полікулонівського центру. На прикладі зв'язку молекули СО та інших показано, що на певній відстані від іона зв'язок якої-завгодно молекули руйнується і цей процес повинен спостерігатися при 0 К. Відкритий новий клас первинних ініціюючих вибухових речовин з рекордно низькою енергією запалювання і чутливістю. Створена нова система лазерного підривання зарядів вибухових речовин.
Член двох спеціалізованих вчених рад.
Член Міжнародної асоціації матеріалознавців (ASMI), Європейської спілки фахівців з динамічної обробки матеріалів (DUMAT), Українського мінералогічного товариства.

### Творчий доробок
Автор понад 580 наукових праць, зокрема 90 винаходів (авторських свідоцтв СРСР, патентів України і Німеччини), 20 монографій, підручників і навчальних посібників.

## Нагороди та відзнаки
Лауреат Державної премії України з науки і техніки за 2010 рік, нагороди Ярослава Мудрого АН ВШ України (1998) за наукове відкриття «Явище твердофазної автоепітаксії алмазу». Повний кавалер знака «Шахтарська слава». Нагороджений відзнакою Міністерства освіти і науки України «За наукові досягнення», Президії Національної академії наук України"За професійні здобутки", Дніпропетровською облдержадміністрацією пам'ятною медаллю «За вагомий внесок у розвиток Дніпропетровської області». 